# Comuna Sadkî, Dzerjînsk
Sadkî (în ucraineană Садківська сільська рада) este o comună în raionul Dzerjînsk, regiunea Jîtomîr, Ucraina, formată din satele Hvizdearnea, Sadkî (reședința) și Teveliivka.

## Demografie
Componența lingvistică a satului Sadkî
     Ucraineană (97,84%)
     Rusă (1,44%)
     Alte limbi (0,48%)
Conform recensământului din 2001, majoritatea populației satului Sadkî era vorbitoare de ucraineană (97,84%), existând în minoritate și vorbitori de rusă (1,44%).